# Christian Bakkerud
Christian Bjorn Bakkerud (* 3. November 1984 in Kopenhagen; † 11. September 2011 in Wimbledon) war ein dänischer Automobilrennfahrer. Er war 2007 und 2008 in der GP2-Serie aktiv und ging 2009 in der DTM an den Start.

## Karriere

### Anfänge im Motorsport
Bakkerud begann seine Motorsportkarriere 1995 im Kartsport, in dem er bis 2001 aktiv war. 2002 wechselte er in den Formelsport und wurde 15. in der deutschen Formel BMW. 2003 blieb er in dieser Meisterschaft und beendete die Saison als 24. 2004 wechselte Bakkerud in die britische Formel BMW zu Carlin. Mit drei Podest-Platzierungen schloss er die Saison auf dem elften Platz ab.
2005 erhielt Bakkerud ein Carlin-Cockpit in der britischen Formel-3-Meisterschaft. Während sein Teamkollege Álvaro Parente die Meisterschaft gewann und sein Teamkollege Charlie Kimball Vizemeister wurde, erreichte Bakkerud mit vier Podest-Platzierungen den siebten Platz in der Meisterschaft. 2006 blieb er eine weitere Saison bei Carlin in der britischen Formel-3-Meisterschaft. Er gewann ein Rennen und verbesserte sich auf den sechsten Platz in der Fahrerwertung. Dabei wurde er mit Oliver Jarvis und Maro Engel erneut von zwei seiner Teamkollegen geschlagen.

### GP2-Serie

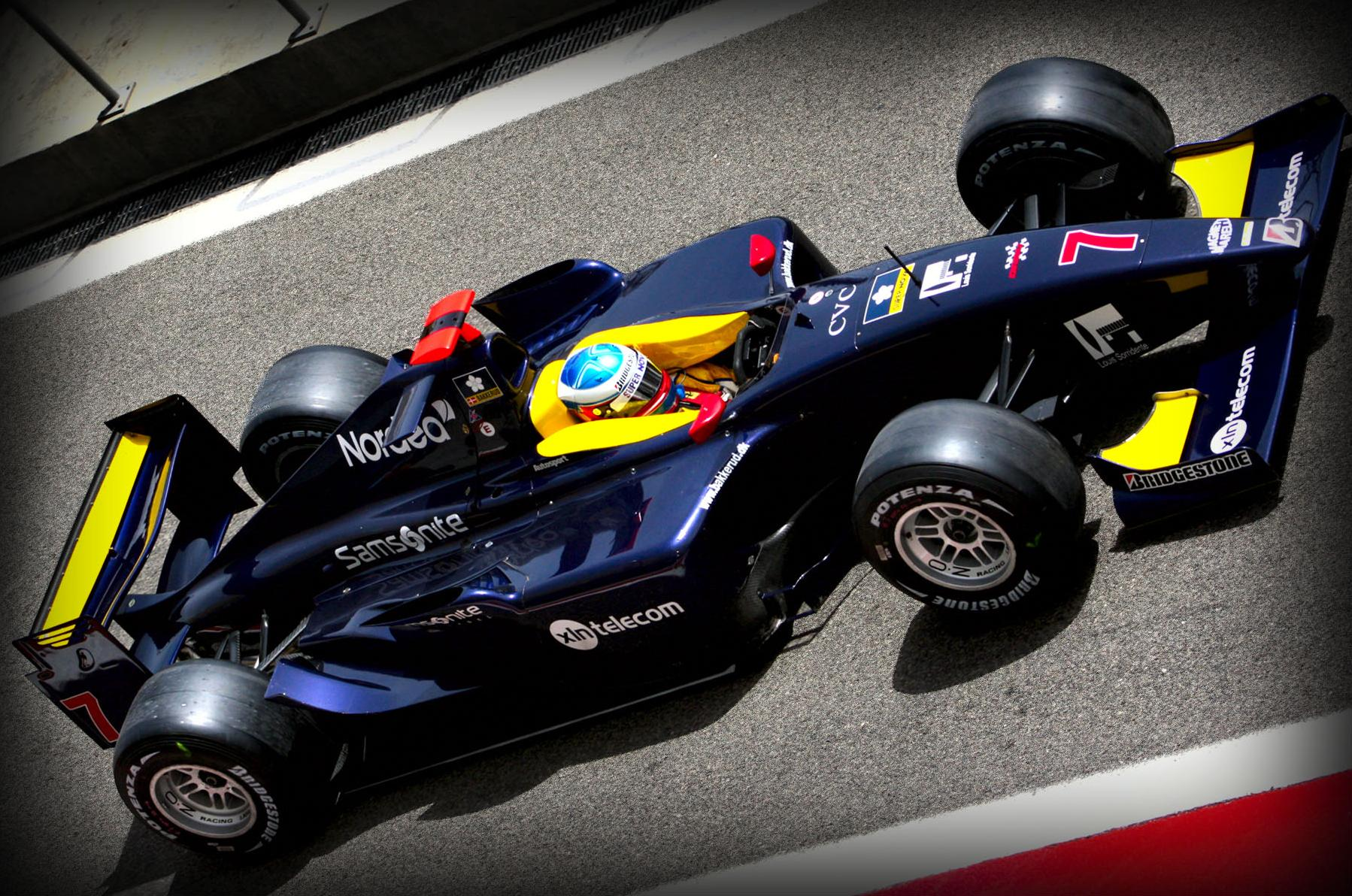
Bakkerud im Super Nova in der GP2-Asia-Series

2007 wechselte Bakkerud in die GP2-Serie, wo er zusammen mit Andy Souček für David Price Racing an den Start ging. Die Saison verlief enttäuschend, da Bakkerud keine Punkte erzielte und sich zweimal eine Rückenverletzung mit einem eingeklemmten Nerv zuzog. In der Meisterschaft wurde er punktelos 34, während Souček Podest-Platzierungen erzielte.
2008 ging Bakkerud sowohl in der regulären GP2-Serie als auch in der GP2-Asia-Serie für das Team Super Nova an den Start. In der GP2-Asia-Serie vermochte er erneut keine Punkte zu erzielen, während sein Teamkollege Fairuz Fauzy unter anderem ein Rennen gewann. In der GP2-Serie 2008 erlitt er bereits im ersten Rennen nach einer Kollision mit Ben Hanley eine erneute Rückenverletzung. Beim zweiten Rennwochenende in Istanbul wurde er deshalb durch Souček ersetzt. An der dritten Runde der Serie in Monaco nahm Bakkerud wieder teil, musste danach aber doch die Saison vorzeitig beenden. Sein Cockpit wurde von Souček übernommen. In der Gesamtwertung wurde er 27. Bakkeruds bestes GP2-Ergebnis war ein neunter Platz.

### DTM und Le Mans

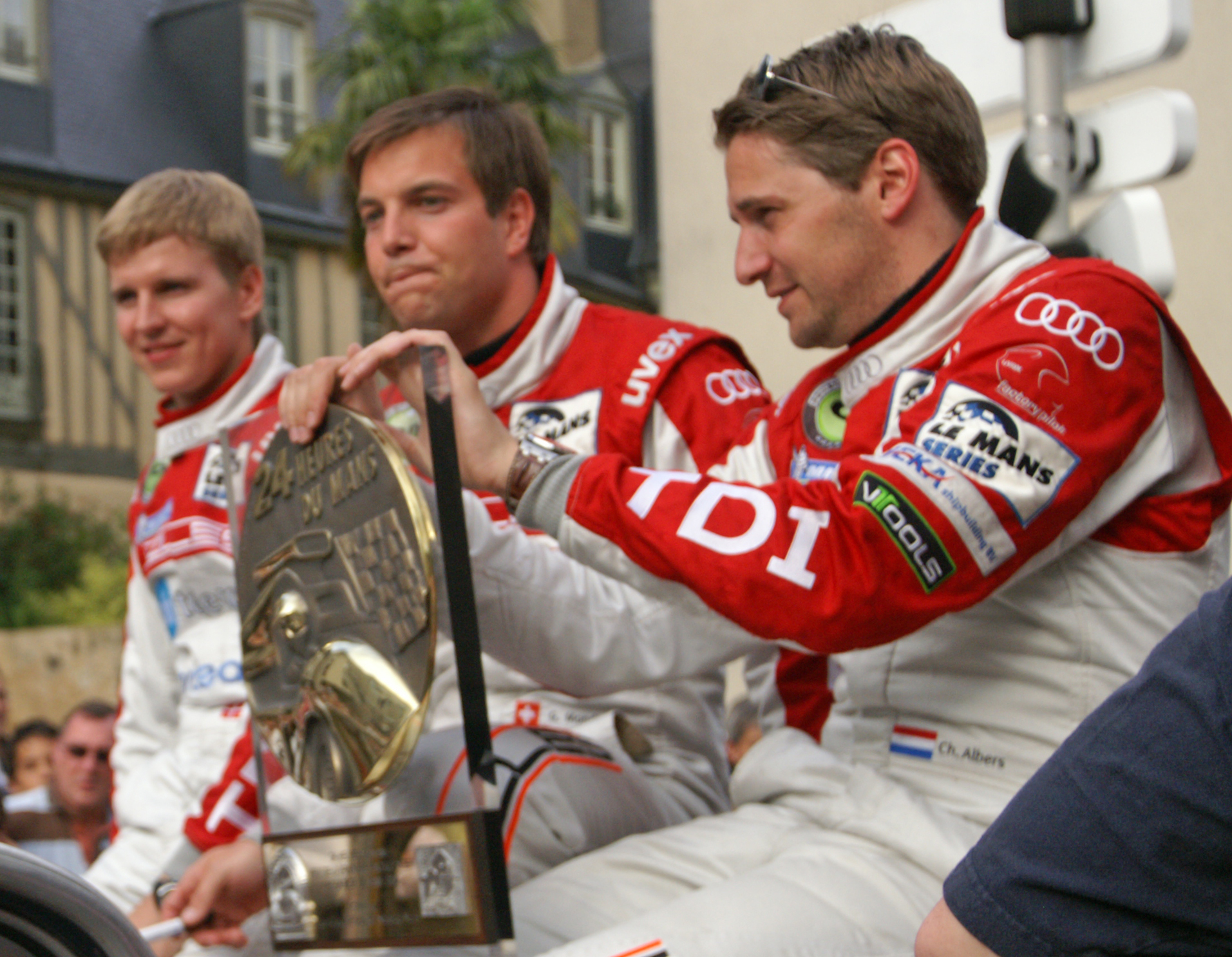
Christian Bakkerud, Giorgio Mondini und Christijan Albers (von links) in Le Mans 2009

In der Saison 2009 wechselte Bakkerud in den Tourenwagensport in die DTM. Für das Team Futurecom TME von Colin Kolles trat er in einem Audi A4 DTM des Jahres 2007 an. Mit einem zwölften Platz als bestes Ergebnis blieb Bakkerud in der DTM punktelos. Er war für das Team in der Saison allerdings auch im Sportwagenbereich aktiv und debütierte beim 24-Stunden-Rennen von Le Mans, das er auf dem neunten Platz beendete. Darüber hinaus wurde Bakkerud in diesem Jahr Vierter in der LMP1-Klasse der Asian Le Mans Series sowie 15. in der LMP1-Klasse der Le Mans Series. 2010 war er nur beim 24-Stunden-Rennen von Le Mans aktiv. Mit diesem Autorennen beendete er seine Karriere.

## Persönliches
Nach Medienberichten arbeitete Bakkerud nach dem Ende seiner Rennfahrerkarriere bis zum Sommer 2011 als Importleiter in einer Reederei.
Am 11. September 2011 verstarb Bakkerud im Alter von 26 Jahren an den Folgen eines Autounfalls in Wimbledon, London, den er einen Tag zuvor erlitten hatte. Nach Aussagen der Polizei war kein weiterer Verkehrsteilnehmer an dem Unfall beteiligt. Bakkerud lebte vor seinem Tod in Notting Hill.

## Statistik

### Karrierestationen
| - 1995–2001: Kartsport - 2002: Deutsche Formel BMW (Platz 15) - 2003: Deutsche Formel BMW (Platz 24) - 2004: Britische Formel BMW (Platz 11) | - 2005: Britische Formel 3 (Platz 7) - 2006: Britische Formel 3 (Platz 6) - 2007: GP2-Serie (Platz 34) - 2008: GP2-Asia-Serie (Platz 27) | - 2008: GP2-Serie (Platz 27) - 2009: DTM - 2009: Le Mans Series, LMP1 (Platz 15) - 2009: Asian Le Mans Series, LMP1 (Platz 4) |

### Le-Mans-Ergebnisse
| Jahr | Team        | Fahrzeug     | Teamkollege       | Teamkollege     | Platzierung | Ausfallgrund |
| ---- | ----------- | ------------ | ----------------- | --------------- | ----------- | ------------ |
| 2009 | Team Kolles | Audi R10 TDI | Christijan Albers | Giorgio Mondini | Rang 9      |              |
| 2010 | Kolles      | Audi R10 TDI | Christijan Albers | Oliver Jarvis   | Ausfall     | Defekt       |

### Einzelergebnisse in der DTM
| Saison | Team          | Hersteller | 1   | 2   | 3   | 4   | 5   | 6   | 7   | 8   | 9   | 10  | Punkte | Rang |
| ------ | ------------- | ---------- | --- | --- | --- | --- | --- | --- | --- | --- | --- | --- | ------ | ---- |
| 2009   | Futurecom TME | Audi       | HO1 | LAU | NOR | ZAN | OSC | NÜR | BRH | BAR | DIJ | HO2 | –      | —    |
| 2009   | Futurecom TME | Audi       | 14  | 14  | 15  | DSQ |     | 13  | 16  | 17  | DNF | 12  | –      | —    |

| Legende  | Legende            | Legende                                                          |
| Farbe    | Abkürzung          | Bedeutung                                                        |
| -------- | ------------------ | ---------------------------------------------------------------- |
| Gold     | –                  | Sieg                                                             |
| Silber   | –                  | 2. Platz                                                         |
| Bronze   | –                  | 3. Platz                                                         |
| Grün     | –                  | Platzierung in den Punkten                                       |
| Blau     | –                  | Klassifiziert außerhalb der Punkteränge                          |
| Violett  | DNF                | Rennen nicht beendet (did not finish)                            |
| Violett  | NC                 | nicht klassifiziert (not classified)                             |
| Rot      | DNQ                | nicht qualifiziert (did not qualify)                             |
| Rot      | DNPQ               | in Vorqualifikation gescheitert (did not pre-qualify)            |
| Schwarz  | DSQ                | disqualifiziert (disqualified)                                   |
| Weiß     | DNS                | nicht am Start (did not start)                                   |
| Weiß     | WD                 | zurückgezogen (withdrawn)                                        |
| Hellblau | PO                 | nur am Training teilgenommen (practiced only)                    |
| Hellblau | TD                 | Freitags-Testfahrer (test driver)                                |
| ohne     | DNP                | nicht am Training teilgenommen (did not practice)                |
| ohne     | INJ                | verletzt oder krank (injured)                                    |
| ohne     | EX                 | ausgeschlossen (excluded)                                        |
| ohne     | DNA                | nicht erschienen (did not arrive)                                |
| ohne     | C                  | Rennen abgesagt (cancelled)                                      |
| ohne     | keine WM-Teilnahme |                                                                  |
| sonstige | P/fett             | Pole-Position                                                    |
| sonstige | 1/2/3/4/5/6/7/8    | Punktplatzierung im Sprint-/Qualifikationsrennen                 |
| sonstige | SR/kursiv          | Schnellste Rennrunde                                             |
| sonstige | *                  | nicht im Ziel, aufgrund der zurückgelegten Distanz aber gewertet |
| sonstige | ()                 | Streichresultate                                                 |
| sonstige | unterstrichen      | Führender in der Gesamtwertung                                   |